# Academia a las señoras
La Academia a las Señoras fue una academia literaria valenciana creada en 1698. Fue una academia de carácter ocasional y se guarda el manuscrito de José Ortí y Moles en la Biblioteca Municipal de Valencia.